# Взрыв в гостинице «Царь Давид»
Взрыв в гостинице «Царь Давид» — теракт, совершённый 22 июля 1946 года еврейской подпольной военной организацией «Иргун».
Взрыв был направлен против британской администрации в Палестине, чья штаб-квартира находилась в иерусалимском отеле «Царь Давид»; это был самый большой по количеству жертв теракт за период деятельности «Иргуна» в 1931—1948 годах.
Переодетые в униформу обслуживающего персонала боевики «Иргуна» заложили взрывчатку в подвал главного здания отеля, где часть помещений занимал секретариат британской администрации и британские военные штабы. Предупредительные сообщения о планируемом взрыве поступили на главный коммутатор отеля, в газету «Palestine Post» и во французское консульство, но эвакуация людей из отеля не была проведена, что впоследствии вызвало споры о причинах этого факта. Взрыв вызвал обрушение юго-западного угла южного крыла здания отеля, погибли 91 человек и 46 получили ранения, причём некоторые из пострадавших находились за пределами отеля. Среди погибших были 41 араб, 17 евреев, 28 британцев и пятеро лиц других национальностей.

## Предыстория
Взрыву предшествовала так называемая «Чёрная суббота» 29 июня 1946 года (Операция «Агата»). Десятки кибуцев, поселений, которые отождествлялись в сознании руководителей сил британской безопасности с «Хаганой», были одновременно окружены силами британской армии, было найдено и конфисковано оружие «Хаганы», а тысячи евреев, в большинстве своём членов Пальмаха, были арестованы и помещены в лагеря в Латруне и Рафиахе. Также было арестовано почти все руководство Еврейского агентства кроме Бен-Гуриона, находившегося Париже. В руки англичан попали секретные документы «Хаганы» и Сохнута, которые были тут же переправлены в соответствующие органы британских властей, расположенные в иерусалимской гостинице «Царь Давид».

## Отель
Шестиэтажное здание отеля «Царь Давид» было открыто в 1932 году и было первым в своём роде и самым современным зданием такого рода в Палестине. Отель находился в центре города, рядом с отелем был разбит парк. В северной части отеля размещалось французское консульство, а в южной части располагались помещения британской администрации Палестины, а также военные штабы. В подвале была размещена британская военная телефонная станция, в пристройках размещалась военная полиция и уголовный розыск полиции Палестины.

## Приказ
После событий «Чёрной субботы» глава Иргуна Менахем Бегин получил срочное сообщение от начальника штаба «Хаганы» Моше Сне с поручением:

- Вы должны провести как можно скорее операции «Чик» и «Ваш раб и избавитель». Сообщите нам о точной дате. Предпочтительно одновременно. Не называйте название организации, выполняющей операцию, ни прямо, ни намёком.
* Мы тоже кое-что готовим, поставим вас в известность в должное время.
* Тель-Авив  и его окрестности должны быть исключены из всех операций. Мы все заинтересованы в защите Тель-Авива как центра ишува и нашей собственной деятельности. Если Тель-Авив будет парализован волной арестов, как прямой результат проведенной операции, мы и наши планы будут также парализованы. Случайно, нервные узлы всех других организаций не сконцентрированы в Тель-Авиве. Итак, Тель-Авив находится «вне границ» действия всех еврейских сил.1.7.46. М. (Моше Сне)

## План
Первоначальный план взрыва отеля часто изменялся, также были задержки по времени из-за запросов к «Хагане» в связи с постоянным изменением политической ситуации. Вначале планировалось, что организаторы взрыва проникнут в отель переодетыми в арабов, а лидер группы будет в униформе официанта-суданца. Взрывчатку планировалось пронести в банках из-под молока и установить её в подвале у основных колонн южного крыла, где в основном находились помещения, используемые британской администрацией. В результате была назначена дата и время организации теракта — 22 июля в 11:00, когда в кафе рядом с входом в подвал будет меньше всего посетителей. Время также зависело от «нападения на другое здание („David Brothers Building“), используемого правительством Палестины», но он был отменён в силу ряда причин.
Окончательный план был сформулирован Амихаем Паглином (Amichai Paglin, Гидди), (Иргун) и Ицхаком Саде (Пальмах)".

## Взрыв

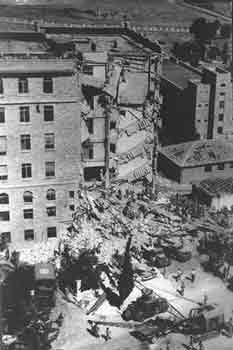
Обрушения южного крыла отеля, вызванные взрывом

Для взрыва было использовано шесть зарядов взрывчатки общим весом около 350 килограммов. Из-за задержек, связанных с отменой теракта в здании «David Brothers Building», операция началась в 12:00. После закладки взрывчатки члены «Иргуна» покинули здание и один из участников акции взорвал небольшое взрывное устройство возле отеля, после чего прохожие, напуганные взрывом, покинули территорию возле отеля.

## Предупреждения
Чтобы избежать большого числа жертв, планом «Иргуна» предусматривались звонки в отель с предупреждением о готовящимся взрыве.
Гидди предложил позвонить за 45 минут до взрыва, Ицхак Саде — 15, опасаясь, что за 45 мин. англичане смогут «не только эвакуировать людей, но и вывезти все документы». В результате, был достигнут компромисс: полчаса.
Согласно Бегину, в «12:10 Гидеон достиг того места, где его ожидала „телефонистка“» (шестнадцатилетняя член «Иргуна» Адина Хей), и она и Сара Агасси сделали три звонка: немедленно в администрацию отеля, сообщив о взрыве «через 20 минут», но это не возымело каких либо действий — администрация отеля оставила этот факт без внимания. После этого в 12:15 они позвонили в офис газеты «Palestine Post» (оператор газеты под присягой подтвердил получение звонка, и сообщил, что он тотчас же передал сообщение о взрыве в полицию), а затем в 12:27 во французское консульство, находящееся рядом с отелем; французы начали эвакуацию своих работников.
После взрыва было много споров о том, насколько своевременно поступили звонки; утверждается что британские власти поначалу вообще отрицали факт звонков с предупреждением о взрыве, британцы заявляли о том что звонки не были осуществлены в какую-либо уполномоченную властью организацию, которая могла бы принять соответствующие меры по эвакуации отеля.
«Иргун» утверждал, что времени для эвакуации было достаточно. Менахем Бегин в своей книге «Восстание» писал, что сообщения были оставлены за 25-27 минут до взрыва. Он также привел публикацию газеты Хаганы «Эшнаб» (Eshnav) со следующим заявлением свидетеля: «Когда я услышал шум … пиротехнической бомбы, я решил покинуть отель. Многие другие также попытались выйти из отеля, но солдаты забаррикадировали выходы и стреляли в направлении людей, пытавшихся выбраться из этого ада».
Бегин также пишет, что Исраэль Галили сообщил ему о разговоре между полицейским офицером и официальным британским чиновником, в котором тот заявил: «Мы не подчинимся приказам евреев». Галили пообещал, что сообщение об этом разговоре будет передано по радио Коль Исраель, что и было сделано после нескольких напоминаний Бегина.

## Реакция на взрыв
Премьер-министр Великобритании Клемент Эттли в обращении к Палате общин прокомментировал события в Палестине:
Достопочтенные члены парламента, мы с ужасом узнали о жестоком и кровавом преступлении, совершённом вчера в Иерусалиме. Из всех происшествий, произошедших в Палестине за последние несколько месяцев, это самое ужасное. В этой безумной террористической атаке были убиты или пропали без вести 93 ни в чём неповинных людей. Согласно последним данным, 41 человек погиб, 52 пропали без вести и 53 получили ранения. Я не имею никакой дополнительной информации, кроме официального доклада, поступившего из Иерусалима
Главный секретарь правительства Палестины, сэр Джон Шоу заявил в радиоэфире:
Как у главы Секретариата, большинство из погибших и раненых мои сотрудники, многих из которых я знаю лично 11 лет. Они больше, чем просто коллеги. Англичане, арабы, евреи, греки, армяне, высокопоставленные чиновники, полиция, мой врач, мой шофёр, посыльные, охранники, мужчины и женщины — молодые и старые — они были моими друзьями
Еврейское агентство выразило «чувство ужаса от проведённого сегодня беспрецедентного акта, совершённого бандой преступников». В действительности «Иргун» действовал в соответствии с инструкциями от Еврейского движения сопротивления, как указано в письме Бегину от Моше Сне. Член британского парламента Ричард Гроссман сообщил позже, что в частной беседе Хаим Вейцман высказал иное мнение о произошедшем, чем высказанное публично: Вейцман сказал, что он не может не гордиться «нашими мальчиками», и если бы это был не британский штаб, а немецкий, они бы получили Викторианский крест.
«Иргун» сделал заявление, приняв ответственность за взрыв, и обвинил британские власти в гибели людей и неспособности отреагировать на предупреждения, а также выразил «скорбь о жертвах среди евреев». Через год после взрыва, 22 июля 1947 года, организация опубликовала новое заявление, объявив, что действовала по инструкции из письма штаб-квартиры объединённого «Движения еврейского сопротивления».
Бегин был потрясен тем, что британцы не успели эвакуировать людей, и в результате взрыва было так много жертв, что шло вразрез с политикой «Иргуна». «Иргун» объявил по радио о том, что они будут оплакивать еврейских жертв, но не погибших британцев, поскольку Великобритания не скорбела о миллионах жертв Холокоста. В этом сообщении не была упомянута наиболее пострадавшая сторона — арабы.
Через несколько дней после теракта, англичане выдвинули две дивизии в район Тель-Авива, и солдаты, окружившие город вместе с агентами спецслужб, начали повальные обыски. Ни один дом, ни одна квартира не остались в стороне. В специальных местах производилось опознание задержанных агентами контрразведки. Британское правительство приняло решение о лишении свободы незаконных иммигрантов в Палестину, в том числе и детей, временно находящихся на Кипре. Лагеря, где их было решено содержать, должны были финансироваться из налогов, полученных с еврейской общины в Палестине.
Нападение на отель «Царь Давид» не оказало влияния на англо-американское соглашение по вопросу о Палестине, которое было тогда на заключительном этапе. В письме президенту США Гарри Трумэну от 25 июля 1946 года премьер-министр Великобритании Клемент Эттли писал: «Я уверен, вы согласитесь, что бесчеловечное преступление, совершённое в Иерусалиме 22 июля, — это призыв к решительным действия в борьбе с терроризмом, но с учётом страдания невинных еврейских жертв нацизма это не должно удерживать нас от принятия политики, направленной на установление мира в Палестине с минимально возможной задержкой».

## 60-летие взрыва
В июле 2006 года в Израиле прошли церемонии, посвящённые 60-летию взрыва в гостинице «Царь Давид», организованные Центром Менахема Бегина, в которых принял участие премьер-министр Израиля Биньямин Нетаньяху, а также бывшие члены организации «Иргун». Британский посол в Тель-Авиве выступил с протестом и заявил: «Мы не думаем, что правильно праздновать годовщину теракта, который унёс столько жизней». Он выступил также против мемориальной доски, которую планировалось разместить на стене гостиницы и в тексте которой утверждается, что в смерти людей виноваты британцы, и содержится фраза «По причинам, известным только британцам, гостиница не была эвакуирована».
Чтобы избежать дипломатического скандала и по требованию члена парламента от партии «Ликуд» Реувена Ривлина, который поднял этот вопрос в Кнессете, были внесены изменения в текст доски, преимущественно в версию на английском языке. Новый текст таблички включал в себя фразу «По телефону были сделаны предупреждения в гостиницу, во французское консульство и редакцию газеты „Palestine Post“ для того чтобы люди покинули здание немедленно. Гостиница не была эвакуирована, и через 25 минут взорвалась бомба. К сожалению „Иргуна“, погибли 92 человека». На самом деле от взрыва погиб 91 человек, в список убитых был включён боевик «Иргуна» Авраам Абрамович, получивший во время операции огнестрельные ранения и скончавшийся впоследствии от ран, о чём сообщает только надпись на иврите.